# Episodi di The Big Story (settima stagione)
La settima stagione della serie televisiva The Big Story è stata trasmessa in anteprima negli Stati Uniti d'America dalla NBC tra il 9 settembre 1955 e il 16 luglio 1956.
| nº | Titolo originale                                           | Titolo italiano | Prima TV USA      | Prima TV Italia |
| -- | ---------------------------------------------------------- | --------------- | ----------------- | --------------- |
| 1  | Badge 21                                                   |                 | 9 settembre 1955  |                 |
| 2  | Tom Sullivan and Jim Donahue of the Boston Record American |                 | 23 settembre 1955 |                 |
| 3  | Bayonne to Broadway                                        |                 | 30 settembre 1955 |                 |
| 4  | Odell McRae - Laurel (Miss.) Leader -Call                  |                 | 14 ottobre 1955   |                 |
| 5  | The American Archer-Shee Case                              |                 | 4 novembre 1955   |                 |
| 6  | The Secret Witness Plan                                    |                 | 11 novembre 1955  |                 |
| 7  | Thanks for Dr. Joe                                         |                 | 18 novembre 1955  |                 |
| 8  | Burden of Proof                                            |                 | 25 novembre 1955  |                 |
| 9  | Richard Looman of the San Diego Tribune                    |                 | 2 dicembre 1955   |                 |
| 10 | New York Times Correspondent Herbert L. Matthews           |                 | 30 dicembre 1955  |                 |
| 11 | The Toy                                                    |                 | 15 gennaio 1956   |                 |
| 12 | The Money Making Machine                                   |                 | 22 gennaio 1956   |                 |
| 13 | Follow the Leader                                          |                 | 2 marzo 1956      |                 |
| 14 | Fighter's Fists                                            |                 | 9 marzo 1956      |                 |
| 15 | The Human Element                                          |                 | 16 marzo 1956     |                 |
| 16 | Fred Wegner Jr., Copy Boy, South Bend (Ind) Tribune        |                 | 6 aprile 1956     |                 |
| 17 | The Hiding Place                                           |                 | 13 aprile 1956    |                 |
| 18 | Bob Battle, City Editor: Nashville (TN) Banner             |                 | 27 aprile 1956    |                 |
| 19 | Leonard Lerner: The Boston Globe                           |                 | 1º giugno 1956    |                 |
| 20 | William Kennedy: Registrar Pajaronian                      |                 | 8 giugno 1956     |                 |
| 21 | John Keyes: Call Bulletin                                  |                 | 15 giugno 1956    |                 |
| 22 | George Thompson: Philadelphia Daily News                   |                 | 22 giugno 1956    |                 |
| 23 | Herbert Krone: The New Era                                 |                 | 16 luglio 1956    |                 |